# Сорокино (Ульяновська область)
Сорокино (рос. Сорокино) — присілок в Бариському районі Ульяновської області Російської Федерації.
Населення становить 7 осіб. Входить до складу муніципального утворення Живайкинське сільське поселення.

## Історія
Від 2004 року входить до складу муніципального утворення Живайкинське сільське поселення.

## Населення
| 2010 |
| ---- |
| 7    |